# أزمة العقم عند الذكور

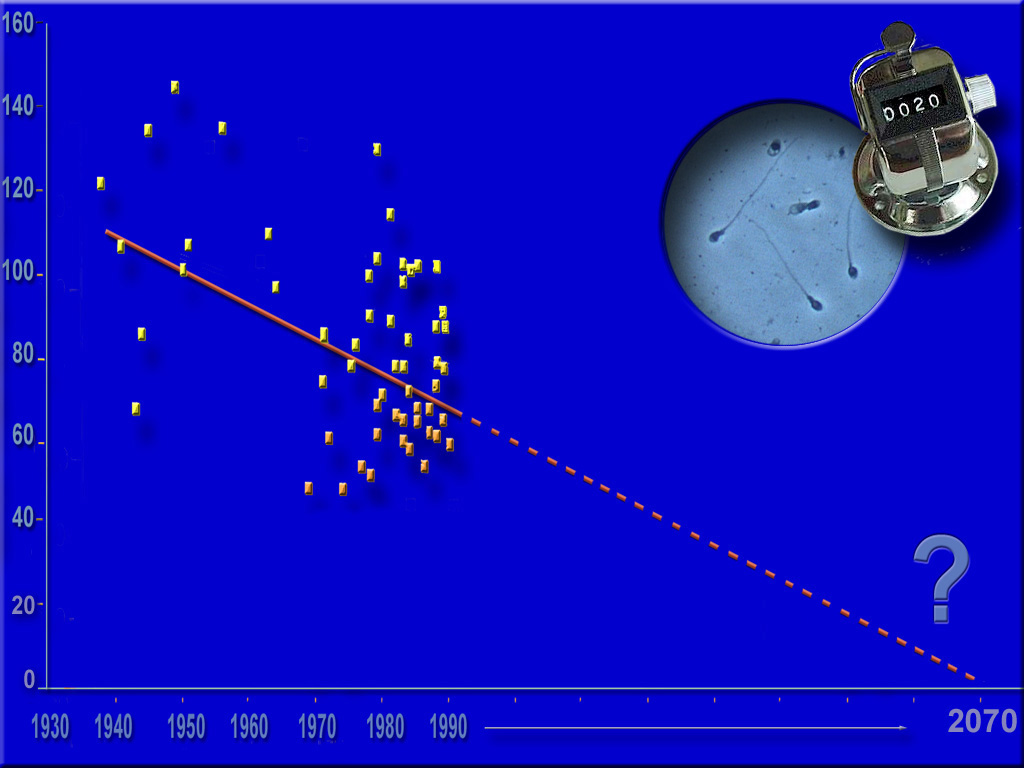

ظهر مصطلح أزمة العقم عند الذكور مع انتشار وسائل الإعلام في القرن العشرين والحادي والعشرين، ليصبح بعدها موضع الدراسة والبحث الأكاديمي الطبي، واعتُمد مصطلح (أزمة العقم عند الرجال) ليصبح موضوعًا يدرس بشكل خاص. عُرفت أزمة الخصوبة عند الرجال على أنها انخفاض سريع ومستمر في جودة المني مع عوامل مرافقة مسبّبة للعقم. ظهرت الدَّلائل الأولى لهذا الانخفاض في السبعينيات، سُجِّل بدءًا من هذه الفترة انخفاض بنسبة 1.4% في عدد الحيوانات المنوية لدى الرجال. انتشرت هذه الظاهرة بكثرة في دول الغرب في نيوزيلندا وأمريكا الشمالية بشكل خاص. وحتى الآن لم يُلحظ أي انخفاض في أجزاء أخرى من العالم.
تطورت هذه الظاهرة إلى موضوع مطروح في الصحافة ووسائل الإعلام كعنوان يشمل كل القضايا المتعلقة بالحيوانات المنوية، والعقم، وضعف الأداء الجنسي للذكور.
ما تزال الفرضيات المرتبطة بأسباب هذه الأزمة خاضعة للبحث المستمر. تشير الأبحاث الحالية إلى دور نمط الحياة والمواد الكيميائية المؤثّرة سلبًا على الهرمونات في البيئة في تطوّر الأزمة.
ما زالت القضايا الناجمة عن هذه الظاهرة في طور البحث والتنمية، وفهم تأثير هذه القضايا على الأفراد والأسرة والمجتمع هي مواضيع تحتاج إلى المزيد من الدراسة والأبحاث.
أصبحت هذه الظاهرة محور لنقاش حاد ومفصَّل فيما يتعلق بطبيعة ودرجة الأزمة، وقُبلت في المجتمع العلمي كقضية رئيسية متعلّقة بصحة الذكور، والهدف من ذلك هو جعل القضية عنوان رئيسي في وسائل الإعلام، ولفت انتباه الجمهور.
```
بدأت تحدث استجابات عديدة ضمن أطر عمل لمعالجة الأزمة ودعم أولئك الذين يعانون من العقم وزيادة البحوث الأكاديمية لمعالجة هذه المشكلة.
```

## استخدامات المصطلح
تعود الاستخدامات الأولى للمصطلح إلى أوائل السبعينيات، ويقترح البعض ظهور المصطلح في وقت سابق في الستينيات. أصبح الاهتمام بهذه القضية أكبر في التسعينيات عندما أصبحت أكثر شيوعًا، وأصبح المصطلح متعلّقًا بالقضايا الصحية للرجل، ونال تغطية إعلامية جيّدة.
وجد تحليل بحثي في عينة من الصحف البريطانية في التسعينيات وجود جدل حول هذه الأزمة، ونمو كبير في وتيرة الانحياز الإعلامي المُستجيب للدراسات الصادرة في السنوات الأخيرة. كانت تغطية وسائل الإعلام الجماهيرية محطّ جدل كبير، إذ أدّى استخدام مصطلحات مثل أزمة، ونهاية العالم، وقنبلة زمنية، وتهديد للجنس البشري إلى إثارة مخاوف وهستيريا داخل المجتمع.
نشرت وكالات إعلامية متنوعة في الصحف الشعبية (التابوليد) مقالات مختلفة تحمل عناوين رئيسية تدعم فكرة الأزمة. ومن الأمثلة على ذلك وصف جي كيو «الحقيقة وراء الانخفاض المذهل في أعداد الحيوانات المنوية»، متبوعة بغلاف الصفحة الأولى لمجلة نيوز ويك بعنوان «من قتل نطاف أميركا؟» وورد في صحيفة نيويورك تايمز «أزمة عقم الذكور قادمة».
نوقش استخدام وسائل الإعلام لمصطلحات أزمة العقم عند الذكور بشكل واضح من خلال مقارنات مختلفة، إذ أُجريَت مقارنات متسلسلة زمنيًا بين الأجيال الحالية والأجيال الماضية، مثل الآباء والأجداد، أو المقارنات الجغرافية داخل البلدان أو مع المناطق الأخرى، ذلك للتأكيد على الأزمة. تتضمن المقارنات الأخرى رسمُ أوجه التشابه مع الأنواع الأخرى لا سيما الجرذان والهامستر. قارن البعض الآثار طويلة المدى لهذه الظاهرة مع الأعمال الخيالية الروائية مثل فيلم أطفال رجال، ورواية حكاية الأمَّة.
اتفقت الأوساط الأكاديمية والأوساط العلمية بالإجماع لصالح استخدام المصطلح، مشيرين بضرورة اتخاذ إجراءات وقائية عاجلة لمعالجة المشكلة في الوقت الحاضر قبل أن تؤثر على الأجيال القادمة على نطاق أوسع. جادل آخرون من المعلقين الاجتماعيين بأن العواقب واسعة النطاق التي تعقب أزمة العقم عند الذكور تُحتّم علينا استخدام مصطلح أزمة.

## التطور والتاريخ
نُشرت الدراسات الأولى التي لاحظت انخفاضًا في جودة الحيوانات المنوية، ولاحقًا في أعداد الحيوانات المنوية لدى الرجال بدءًا من السبعينيات والثمانينيات. نُشرت واحدة من أولى الدراسات في بحث في عام 1974 من قبل نيلسون وآخرون. إذ لاحظ انخفاضًا في جودة الحيوانات المنوية مع انخفاض في التراكيز والأحجام بشكل خاص وازدياد النسبة المئوية للنطاف الشاذة. انتُقدت هذه النتائج السابقة، إذ أُخذ عليها العديد من الأخطاء مثل كيفية اختيار العينات، والأخطاء المتعلّقة بالحصول على البيانات. كانت هناك العديد من التقارير المنشورة في السبعينيات والثمانينيات من القرن الماضي التي لم توثّق مثل تلك الانخفاضات، ومثال ذلك ورقة بحثية من قبل نيشزلاغ وآخرون في عام 1982 كانت نتيجتها عدم وجود انخفاض، ولم يُعثر على أي تغييرات في قطر الحيوانات المنوية. ومع ذلك، فإن هذه الادّعاءات ليست صحيحة تمامًا، فهي تعكس تحولًا عامًا في الأنماط المجتمعية للسلوك الجنسي مثل انتشار المخدرات، وتفضيلات الزواج والأبوة المتأخرة.
نشرت منظمة الصحة العالمية في عام 1980 أول منشور لها، وهو دليل مخبري لتحليل السائل المنوي. وُضعَت على إثرها معايير القياس العالمية لجودة الحيوانات المنوية والحالة الطبيعية لها.
وجدت الأبحاث المحدودة في الثمانينيات العلامات الأولى للتراجع وارتباطها بالتدهور البيئي العام.

### في التسعينيات
شهدت هذه الفترة تطورًا هامًا في البحث، إذ بدأت النتائج تُظهر بيانات تُثبت بشكل قاطع حدوث انخفاض حقيقي. ومثال ذلك ما توصّل إليه الباحث الرئيسي في دراسة دنماركية عام 1992 معروفة باسم دراسة كارلسن، بعد تحليل العديد من الدراسات ضمن فترة 1938-1990 التي أُجريت على رجال أصحاء شهدوا انخفاضًا حادًا خلال الفترة المذكورة أعلاه. مُنح تمويل كبير بعد هذه الدراسة لمزيد من الدراسات التي أُجريت لدعم هذه الأطروحة، ومحاولة العثور على الأسباب التي أدت إلى الانخفاض.
في أواخر التسعينيات، نُشرت أولى الدراسات حول التأثير الاجتماعي والنفسي للأزمة.
مع نهاية التسعينيات، وصل الباحثون إلى أول تقدّم في تطوير علاجات لأزمة العقم عند الذكور باستخدام التقنية المعروفة باسم حقن الحيوانات المنوية في البويضة.

### التطورات الأخيرة
بحلول عام 2010، أصبح من الواضح جدًا وجود انخفاض كبير في جودة وكمية الحيوانات المنوية. انتشرت أبحاث واسعة النطاق حول الأسباب التي أدت إلى هذا الانخفاض. نُشرت دراسة تحليلية تلوية في 2017 من قبل الجامعة العبرية خلصت إلى انخفاض في تراكيز الحيوانات المنوية يصل إلى 52.4% وبالمثل انخفاض بنسبة 59.3% في إجمالي عدد الحيوانات المنوية. لاحظت دراستان لاحقتان في عام 2018 قُدِّمت في المؤتمر العلمي للجمعية الأمريكية للطب التناسلي (إيه أس أر أم) نتائج مماثلة لتجد أنَّ عدد الحيوانات المنوية انخفض وحركة الحيوانات المنوية قلَّت وذلك خلال العقد الأول من القرن الحادي والعشرين.
نشر باحثون فرنسيون ومعهد الصحة العامة دراسة عام 2012 في مجلة التكاثر البشري درست الذكور الفرنسيين ضمن فترة 1989-2005، وخلصوا إلى أن تعداد الحيوانات المنوية انخفض بنسبة 32.2% وانخفضت الحيوانات المنوية الطبيعية بنسبة 8.1%.